# Liste der Naturdenkmale in Eisenberg (Pfalz)
Die Liste der Naturdenkmale in Eisenberg (Pfalz) nennt die im Gemeindegebiet von Eisenberg (Pfalz) ausgewiesenen Naturdenkmale (Stand 28. März 2024).

## Naturdenkmale
| Nr.         | Bezeichnung                          | Lage                                               | Beschreibung                                                                                             | Bild                                    |
| ----------- | ------------------------------------ | -------------------------------------------------- | --- | --------------------------------------- |
| ND-7333-032 | Drillingseiche                       | Steinborn, An der Helincheneiche Lage              | auch Henlincheneiche; Quercus sp., um 1500 gekeimt, 12 m hoch                                            | mehr Fotos \| Fotos hochladen           |
| ND-7333-088 | Zwei Edelkastanien                   | Eisenberg, südwestlich der Stadt am Lauberhof Lage | Castanea sativa, zwei Bäume; um 1920 gepflanzt, 12 m hoch bei 3,5 m Umfang bzw. 15 m hoch bei 3 m Umfang | Direkt Bild zu diesem Denkmal hochladen |
|             | Alte Bäume an der Straße Am Weinberg | Eisenberg, Am Weinberg, bei Nr. 7, 11 und 14 Lage  | Quercus robur, drei Bäume, und Pyrus communis;                                                           | Direkt Bild zu diesem Denkmal hochladen |